# 西田町大田
西田町大田（にしたまち おおた）は、福島県郡山市の大字である。郵便番号は963-0911。

## 地理
郡山市北東部の西田地区に属する。西で西田町木村、北で西田町三町目、西田町高柴、東で田村郡三春町平沢、八島台、一本松、大久保、沼之倉、南で三春町鷹巣、山田とそれぞれ隣接する。概ね町村制施行以前の田村郡大田村の流れを汲む地域である。一級水系阿武隈川水系桜川とその支流の八島川下流域、および阿武隈川水系堤川上流域を主な範囲とする。川沿いの平地に水田が広がり、主に街道沿いや山裾の高台に集落が立地する。域内南端部を国道288号（本線及びバイパス）や磐越自動車道が東西に横断する。西田町三町目に所在する郡山北警察署西田駐在所及び日和田町に所在する郡山消防署日和田分署がそれぞれ管轄にあたる。

### 主な字
字
- 野内
- 田向
- 中洞
- 込内
- 上洞

- 堂作
- 金堀
- 雪村
- 富作
- 中野

- 宮木田
- 向田
- 河原
- 宮田
- 舘

- 金堀
- 仲ノ内

### 河川
一級水系阿武隈川水系
- 桜川
  - 八島川
- 堤川

## 歴史
- 1879年1月27日 - 三春藩領大畑村、李田村が福島県内における郡区町村制の施行により田村郡の村となる。
- 1881年10月25日 - 大畑村と李田村が合併し、大田村となる。
- 1889年4月1日 - 町村制の施行により大田村が三町目村、木村、鬼生田村と合併し逢隈村が発足する。旧大田村域は逢隈村の大字となる。
- 1955年4月1日 - 逢隈村が高野村と合併し西田村が発足し、西田村の大字となる。
- 1965年8月1日 - 西田村が中田村と共に郡山市に編入され、郡山市の大字となる。

## 世帯数と人口
2024年1月1日現在の世帯数と人口は以下の通りである。
| 大字       | 世帯数  | 人口  |
| ---------- | ------- | ----- |
| 西田町大田 | 172世帯 | 404人 |

## 小・中学校の学区
市立小・中学校に通う場合、学区は以下の通りとなる。
| 番地 | 義務教育学校     |
| ---- | ---------------- |
| 全域 | 郡山市立西田学園 |

## 交通

### 鉄道
- JR磐越東線

### 道路
- 磐越自動車道（域内南西端をかすめる）
- 国道288号
  - 三春西バイパス
    - 雪村大橋

## 施設
- リオンドール 郡山東店
- 雪村庵
- 熊野神社
- 李田神社
- 関場神社
- 宮田神社